# الزات (تغدوين)
الزات هي إحدى مشيخات المملكة المغربية، تتبع جغرافيا لإقليم الحوز وإداريًا لتغدوين. يقدر عدد سكانها بـ 3835 نسمة حسب الإحصاء الرسمي للسكان والسكنى لسنة 2004.